# 托索斯
托索斯，是西班牙阿拉贡自治区萨拉戈萨省的一个市镇。 总面积69平方公里，总人口192人（2001年），人口密度3人/平方公里。